# Pernice
Pernice je naselje v Občini Muta.